# Marokkaans honkbalteam

Vlag van Marokko.

Het Marokkaans honkbalteam is het nationale honkbalteam van Marokko. Het team vertegenwoordigt Marokko tijdens internationale wedstrijden. Het Marokkaans honkbalteam hoort bij de Afrikaanse Honkbal & Softbal Associatie (AHSA).